# Villazaín
Villazaín es una casería española de la parroquia de Piñera, perteneciente al municipio de Cudillero, en la comunidad autónoma de Asturias.

## Historia
Hacia mediados del siglo XIX, el lugar, ya por entonces perteneciente a la parroquia de Piñera del municipio de Cudillero, tenía contabilizada una población de 79 habitantes. Aparece descrito en el decimosexto y último volumen del Diccionario geográfico-estadístico-histórico de España y sus posesiones de Ultramar de Pascual Madoz con las siguientes palabras:

VILLAZAIN: l. en la prov. de Oviedo, ayunt. de Cudillero y felig. de Sta. Maria de Piñeira. sit. sobre una loma que desprende la sierra que viene desde Villafria hasta Santa de Montarés, entre esta montaña y la sierra de Gamonedo: su terreno es apropósito para la prod. de la escanda, habas, patatas, maiz y otros frutos. pobl.: 18 vec., 79 almas.
(Madoz, 1850, p. 308)

En 2023, la entidad singular de población de Villazaín tenía empadronados 18 habitantes, todos ellos en el núcleo de población de ese nombre.